# Liste d’insectes de fiction

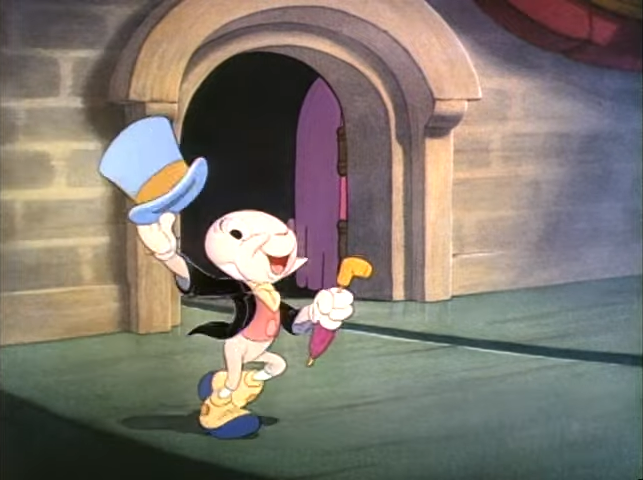
Le grillon Jiminy Cricket, personnage du dessin animé Pinocchio produit par les studios Disney en 1940.

## Abeille
- Barry B. Benson dans Bee Movie ;
- Maya l'abeille ;
- Mireille l'abeille.

## Bousier
- Curt dans Maya l'abeille.

## Criquet
- Cri-kee, criquet veinard dans Mulan
- Jiminy Cricket dans Pinocchio

## Fourmi
- 327e (le premier mâle mêlé à l'intrigue), 56e ou Chli-pou-ni (la femelle),103 683e (la neutre), et 801e (l'espionne de Chli-pou-ni) dans Les Fourmis de Bernard Werber ;
- Atomas, fourmi super-héros et personnage principal de la série animée Atomas, la fourmi atomique ;
- Ferdy, personnage principal de la série animée Ferdy la fourmi ;
- Lucas, garçon transformé à la taille d'une fourmi dans Lucas, fourmi malgré lui ;
- Les Myrmidons, « peuple-fourmi », constituent l'armée d'Achille, dans l’Iliade d'Homère.
- Marie la fourmi est un personnage de la série Drôles de petites bêtes ;
- Tilt, fourmi ouvrier et personnage principal de 1 001 Pattes ;
- Z, fourmi ouvrier et personnage principal de Fourmiz.
- Les différentes "fourmis" de l'espèce fictive des fourmis chimères dans l'animé  Hunter × Hunter , possédant pour la plupart des apparences humanoïdes tels que Meruem, Montutuyupi, Shaupfufu et Neferupito.

## Moustique
- Frédéric le moustique

## Autres

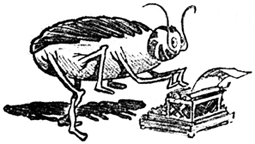
Achy, le cafard.

- Le cafard Archy, dans Archy and Mehitabel, par Don Marquis ;
- Les différents personnages du film d'animation 1 001 Pattes.